# Coalició Nacional Andorrana
La Coalició Nacional Andorrana (CNA) fou un partit polític andorrà de dreta fundat l'any 1993 amb la intenció de concórrer a les eleccions generals de 1993.

## Història
El partit va ser creat l'any 1993, quan es van legalitzar els partits polítics a Andorra. En les eleccions d'aquell any va obtindre el 17,2 percent dels vots en la circumscripció nacional i obtingué quatre escons, dos per la circumscripció nacional i dos per la parroquial. Després d'això, el partit no es va tornar a presentar a cap elecció.

## Resultats electorals

### Consell General
| Elecció | Vots  | %    | Escons | +/– | Candidat                | Govern   |
| ------- | ----- | ---- | ------ | --- | ----------------------- | -------- |
| 1993    | 2.521 | 45,1 | 4 / 28 | 4   | Antoni Cerqueda Gispert | Oposició |